# Buddhista zászló

A buddhista zászló

A buddhista zászlót a 19. században alkották, hogy egyetemesen  képviselje a buddhizmust. A zászlót hivatalosan is elfogadta a Buddhista Világközösség az 1952-es kongresszusán. A zászlót ma a buddhisták világszerte használják buddhista irányzattól és iskolától függetlenül.

## Története

Lengedező buddhista zászló Pekingben.

A zászlót eredetileg a Colombo Bizottság tervezte (amelynek tagja volt a Teozófiai Társulat alapítója és első elnöke, Henry Steel Olcott) 1885-ben a Srí Lanka-i Colombo városában. A zászlót legelőször a Szaraszavi Szandarésza című helyi lapban jelentették be, 1885. április 17-én, majd a kilenc nappal későbbi vészák ünnepség alkalmával vonták fel először hivatalosan Colombo egyik külvárosában. A uralom idején ez volt a legelső vészák ünnepség.
Henry Steel Olcott, hogy az alakját át kellene szabni a nemzeti lobogók alakjára. Javaslatát elfogadták és az új zászlót 1886 vészák ünnepségén avatták fel. Később Olcott révén jutott el a zászló Japánba és Burmába is. A zászló alakját ezután már nem változtatták meg és 1950. május 25-én a Buddhista Világközösség konferenciáján egyöntetűen elfogadták az összes buddhista iskola és hagyomány közös lobogójaként.

## Színei
A zászló hat függőleges sávja annak az aurának a hat színéből áll, amelyről a buddhisták úgy tartják, hogy Gautama Buddha teste bocsátott ki, amikor elérte a megvilágosodást:
| Kék (Níla): szerető kedvesség, béke és egyetemes együttérzés                           |
| Sárga (Píta): A középút – a szélsőségek kerülése, üresség                              |
| Vörös (Lohita): A gyakorlatból származó áldás – bölcsesség, erény, méltóság, gazdagság |
| Fehér (Odáta): a Dharma tisztasága – Megvilágosodáshoz vezető, időn és téren túl       |
| Narancs (Mandzseszta): Buddha tanításai – bölcsesség                                   |
| -------------------------------------------------------------------------------------- |

A hatodik függőleges sáv az öt színből formált spektrum négyszögletes sávjaiból tevődik össze. Ezt az összetételt úgy nevezik, hogy Prabasvara , azaz a fény lényege.

## Változatai
A nem szektariánus buddhista zászló felkerült a mindenféle buddhista kolostorokra és templomokra. Azonban, egyes intézmények saját színeket választottak, hogy kihangsúlyozzák saját tanításaik egyediségét.
- Van a zászlónak egy olyan változata, amelynek közepén a dharma kerék van elhelyezve.[3]
- A burmai (Mianmar) théraváda buddhisták Mandzseszta narancs helyett rózsaszínnek értelmezi.[4]
- Japánban létezik egy hagyományos buddhista zászló (五色幕—goshikimaku), amely más színekből áll ugyan, de gyakran összedolgozzák a nemzetközi lobogóval, hogy kifejezzék a nemzetközi együttműködést. A japán buddhista zászló színei az öt bölcsességbuddhát jelképezik – vagy Buddha hajának színeit.
- A japán dzsódo sin szekta a narancsszín helyére rózsaszínt tett.
- Tibetben a színes sávok a buddhisták ruháinak színét jelképezi. A tibeti egyházi ruhák gesztenyebarnák, emiatt az eredeti narancssárgába behelyettesítették ezt a színt.
- A nepáli tibeti buddhisták szilva színre cserélték le a narancssárga sávot.
- A japán Szóka Gakkai a kék-sárga-vörös lobogót használja.[5]
- A thai théraváda buddhisták előnyben részesítik a sárga zászlót egy vörös dharmacsakrával.

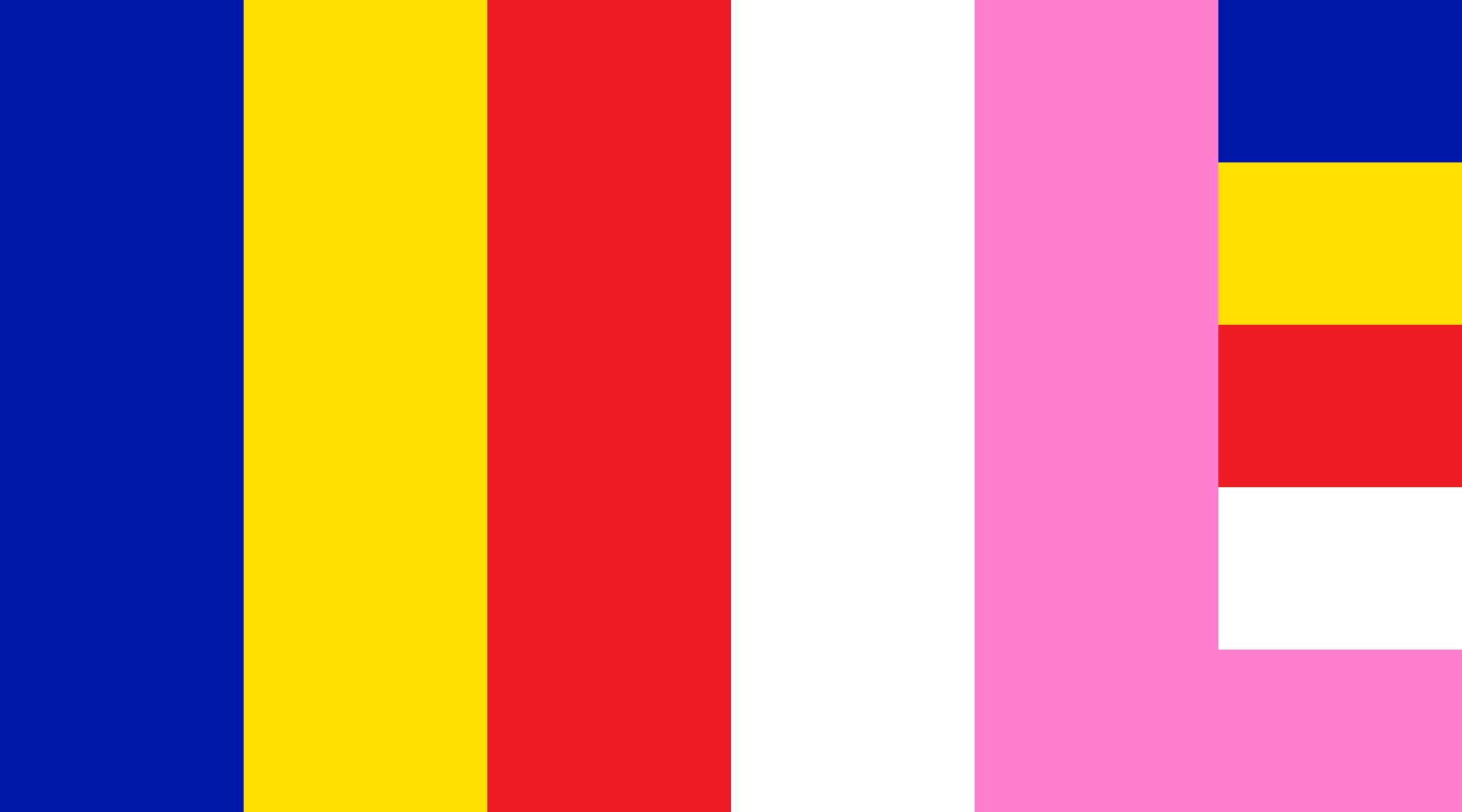
Burmai (Mianmar) buddhista zászló
A dzsódo sin buddhista zászló
Tibeti buddhista zászló
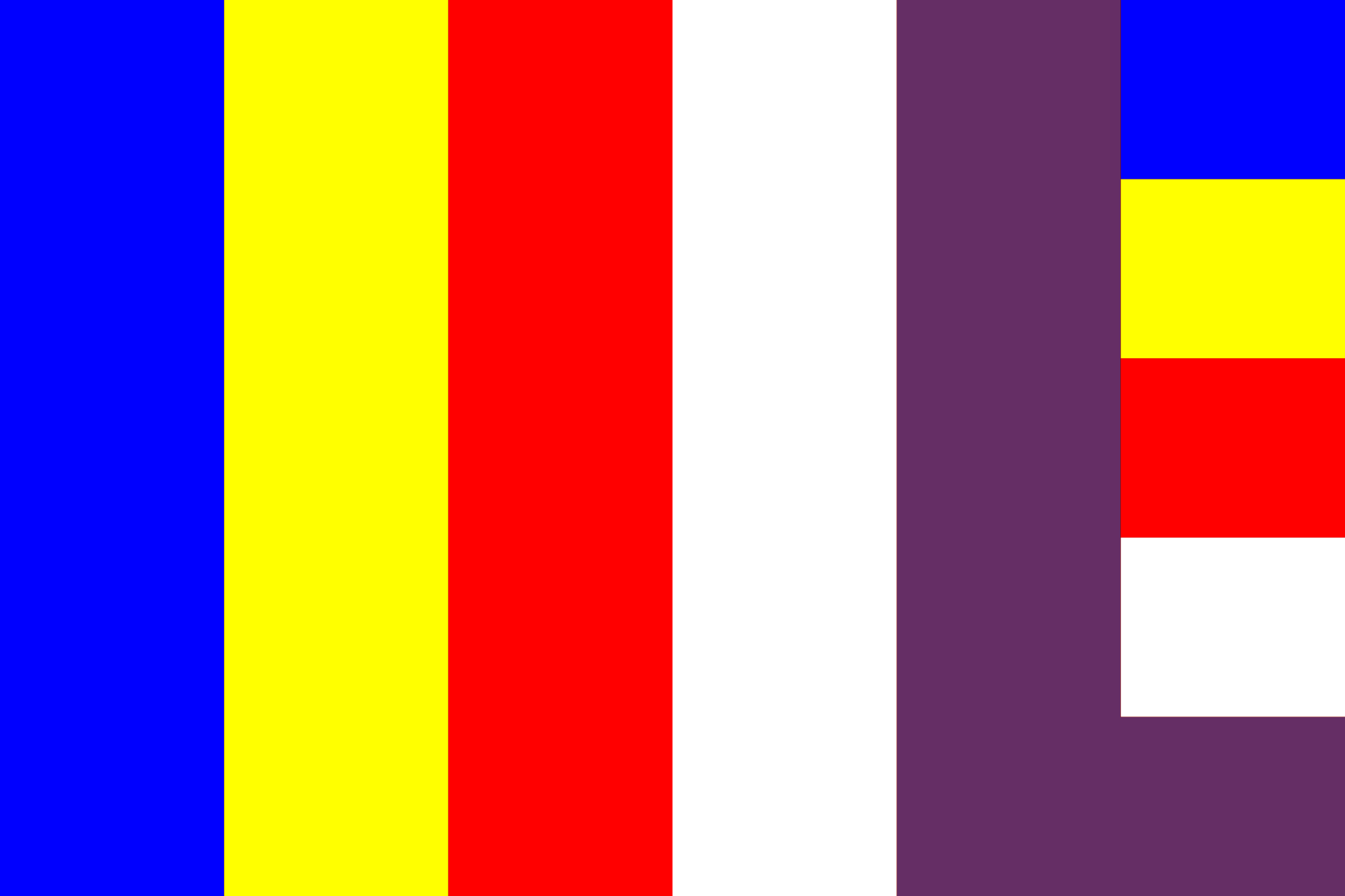
Nepáli buddhista zászló
Japán buddhista zászló – "goshikimaku"
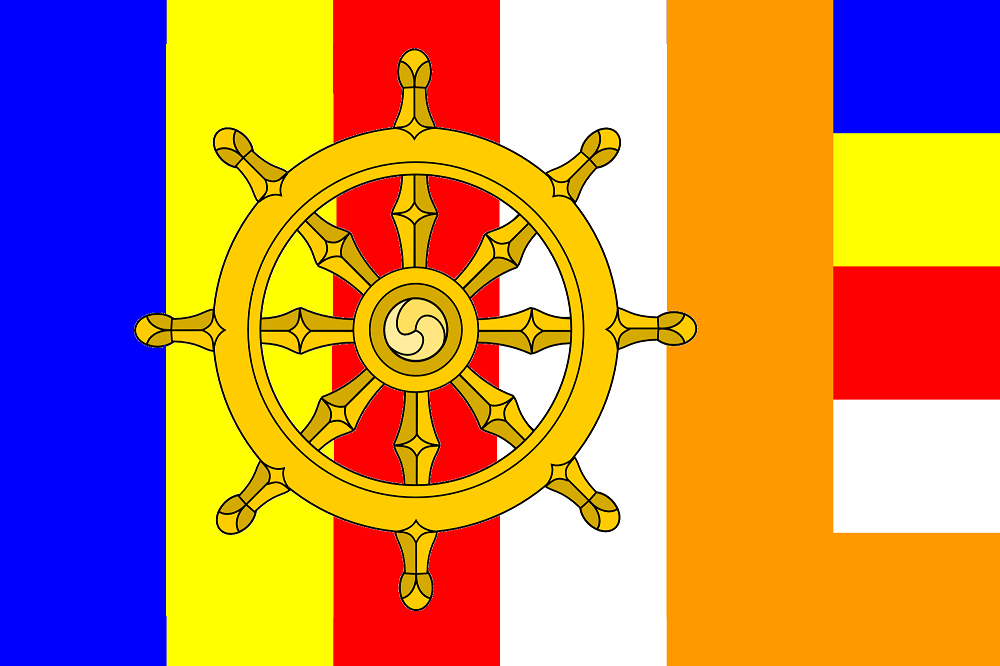
Dharmakerekes variáció – általános használatú
A szóka gakkai buddhista zászló
Thai buddhista zászló
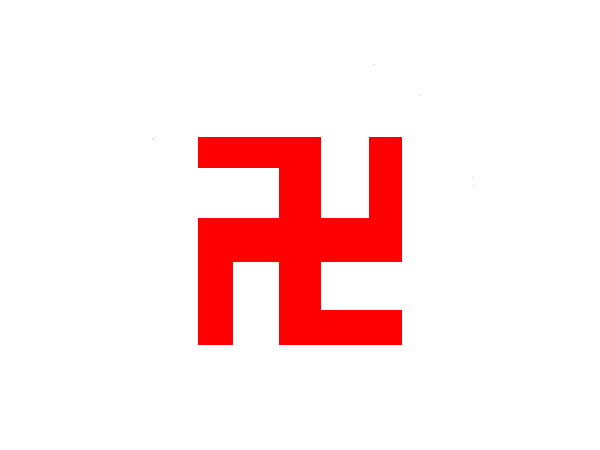
Koreai buddhista zászló – szvasztikával
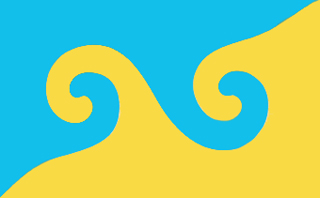
Karma Kagyü zászló (a 16. Karmapa "álom lobogója")

## Betiltása
1963-ban Dél-Vietnam katolikus elnöke, Ngô Đình Diệm, betiltotta az összes nem nemzeti lobogót, hogy Vészák ünnepségkor ne lengethessék a buddhisták a zászlójukat. Ugyanakkor Vatikán zászlaját kilógatták a kormány épületéből. Ez tüntetésekhez vezetett, amely tömeges mészárláshoz vezetett és az országon belüli buddhista válsághoz.